# Высота перехода
Высота перехода — установленная высота воздушного судна, на которой при наборе высоты происходит перестановка значения атмосферного давления барометрического высотомера (альтиметра) на стандартное давление 760 мм рт. ст. Этот момент означает переход от полета по реальной высоте относительно уровня ВПП или уровня моря к полету по условной высоте (эшелону). 
Высота перехода — одно из важнейших понятий в вертикальном эшелонировании. Его следует отличать от понятия эшелон перехода, которым оперируют при снижении.
Высота перехода устанавливается в соответствии с воздушным законодательством страны, эту информацию можно получить в радионавигационных схемах. В США и Канаде, например, высота перехода устанавливается в 18000 футов. В России высота перехода устанавливается для каждого аэродрома в соответствии с утверждёнными правилами .
Горизонтальный полет воздушных судов в переходном слое, то есть выше высоты перехода, но ниже эшелона перехода, запрещен. В нём возможны только набор высоты или снижение. Высота перехода должна быть расположена как можно ближе к эшелону перехода, но не менее, чем в 300 метрах.

## Расчет высоты перехода
Высота перехода (безопасная высота полета) в районе аэродрома в соответствии с Федеральными авиационными правилами полетов рассчитывается по формуле:
{\displaystyle H_{bez.(pereh)}=H_{ist}+\Delta H_{rel}+\Delta H_{prep}-\Delta H_{t}},
где {\displaystyle H_{ist}} — установленное значение истинной высоты полета над наивысшим препятствием (запас высоты над препятствием) в районе аэродрома в радиусе не более 50 км от КТА (300 м);
{\displaystyle \Delta H_{rel}} — значение превышения наивысшей точки рельефа местности над низшим порогом ВПП в районе аэродрома в радиусе не более 50 км от КТА;
{\displaystyle \Delta H_{prep}} — максимальное значение превышения препятствий (естественные и искусственные) над наивысшей точкой рельефа местности в районе аэродрома в радиусе не более 50 км, округляемое до 10 м в сторону увеличения;
{\displaystyle \Delta H_{t}} — значение методической температурной поправки высотомера, которое учитывается при расчете на навигационной линейке или определяется по формуле:
{\displaystyle \Delta H_{t}={(t_{0}-15) \over {300}}*H_{ispr},}
где: {\displaystyle t_{0}} — фактическая температура на аэродроме;
{\displaystyle H_{ispr}=H_{ist}+\Delta H_{rel}+\Delta H_{prep}}